# مدحير (الرقة)
مدحير قرية سورية تتبع ناحية المنصورة في منطقة الثورة في محافظة الرقة. بلغ عدد سكانها 996 نسمة في عام 2004 حسب إحصاء المكتب المركزي للإحصاء.